# 한국지식재산보호원
한국지식재산보호원(韓國知識財産保護院, Korea Intellectual Property Protection Agency)은 대한민국의 국내외 지식재산권 보호기반 조성 및 유관기관과의 전략적 협력네트워크를 구축하여 대한민국 산업발전과 지식재산분야의 국제경쟁력 강화를 위해 2009년 2월 설립된 특허청 소관의 기타공공기관이다. 서울특별시 강남구 테헤란로 131 한국지식재산센터 6층에 있다.

## 연혁
- 2009년 1월: (사)한국지식재산보호협회 창립 총회
- 2009년 4월: 한국지식재산보호협회 개소
- 2010년 1월: 기타 공공기관 지정
- 2015년 11월: 한국지식재산보호원 창립 총회
- 2015년 12월: 한국지식재산보호원 설립 허가
- 2016년 1월: 한국지식재산보호원 개원

## 조직

### 원장

#### 경영관리본부
- 경영기획팀
- 부정경쟁조사팀
- 보호문화확산팀
- 공익변리사 특허상담센터

#### 사업지원본부
- 분쟁예방팀
- 분쟁정보분석팀
- 해외전략팀
- 영업비밀보호센터